# Río Biri
El río Biri es un río de Sudán del Sur. Es un afluente izquierdo del río Kuru, cabecera del río Lol.
El río Biri nace en el sur de Bar el Ghazal Occidental cerca de la frontera con Haut-Mbomou en la República Centroafricana. Fluye en dirección norte-noreste pasando Deim Zubeir (que se encuentra al este), luego al noreste hasta la frontera con Bar el Ghazal del Norte, donde se une al río Chel o Kuru desde la izquierda.

## Historia
El primer europeo en visitar el río parece haber sido el Dr. Georg August Schweinfurth, quien pasó tres años explorando la región de Bahr-el-Ghazal antes de regresar a Europa en el otoño de 1871. No tomó ninguna observación astronómica, por lo que no registró la latitud ni la longitud, pero mantuvo una excelente navegación a estima de distancias y direcciones. Su mapa de los cursos de ríos como el Biri y el Kuru es muy preciso.
Frank Lupton, en sus Observaciones geográficas de 1884 en la región de Bahr-el-Ghazal, mostró que el río Biri fluye hacia el noreste más allá de Deim Zubeir, pero luego (incorrectamente) muestra que se une al río Sabu (Sopo) antes de desembocar en el río Boru (Boro) antes de que el río Kuru se uniera al Boru. En junio de 1894, una fuerza belga al mando de Xavier-Ernest Donckier de Donceel ingresó a la región desde el suroeste. Cruzó los ríos Biri, Sopo y Cohoca (?) y llegó a Liffi al sur del río Raja el 25 de junio de 1894.
- Datos: Q104881804

1. ↑  Way: Biri (625766815),.
2. ↑  Johnston, 1903, p. 216.
3. ↑  Lupton, 1888.
4. ↑  Santandrea, 1955, p. 189.